# Ricardo Zonta
Luiz Ricardo Zonta (Curitiba, 23 marzo 1976) è un pilota automobilistico brasiliano.

## Carriera

### Inizi
Zonta iniziò la sua carriera nel 1987 con i kart, disputando campionati locali. Rimasto nella categoria fino al 1992, l'anno successivo corse il campionato brasiliano di Formula Chevrolet concludendo al sesto posto. Passato alla F3 brasiliana giungendo quinto in classifica piloti. Nel 1995 riuscì poi a vincere sia il campionato di Formula 3 del suo paese che quello sudamericano. Visti i buoni risultati nel 1996 il brasiliano andò in Europa per competere nel campionato di Formula 3000, rimanendovi per due anni e ottenendo un totale di sei vittorie, oltre alla vittoria finale del campionato 1997 contro Juan Pablo Montoya. Passato al Campionato del mondo GT nel 1998 con il team Mercedes-AMG guida la Mercedes-Benz CLK-LM con la quale vince il titolo mondiale piloti in coppia con Klaus Ludwig.

### Formula 1

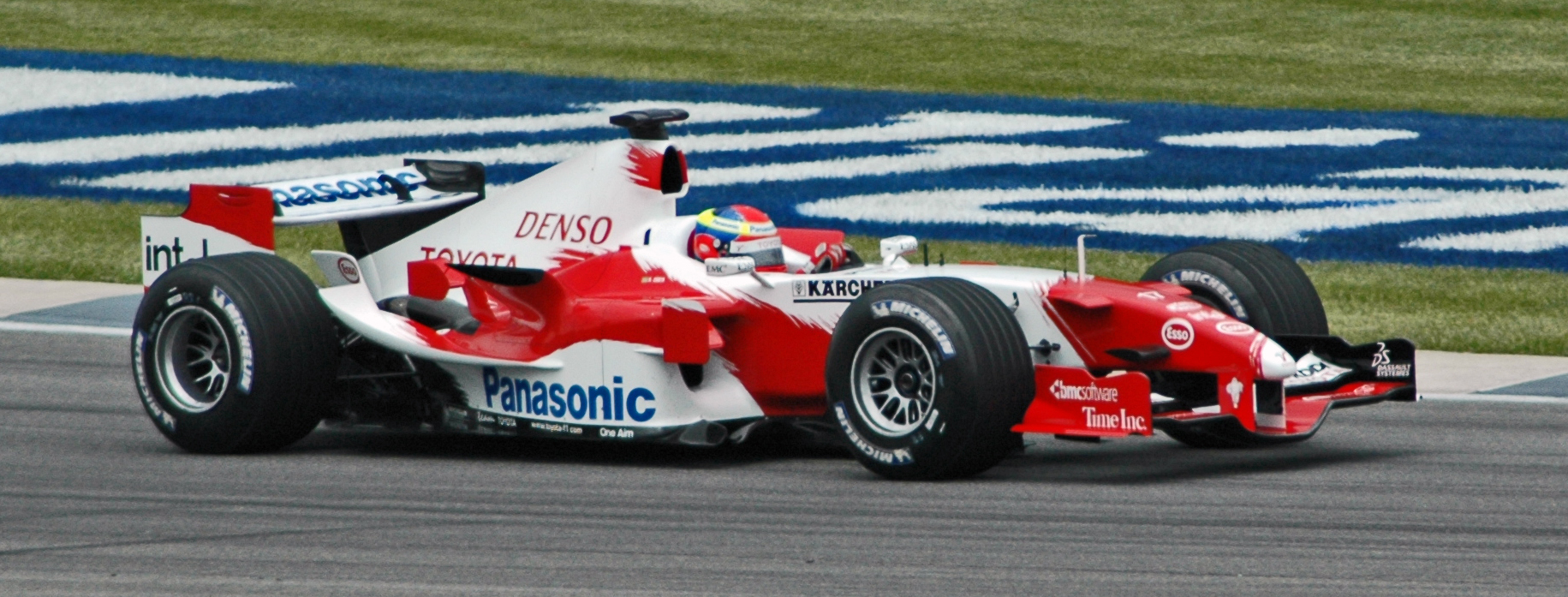
Zonta durante le qualifiche del Gran Premio degli Stati Uniti d'America 2005

Ricardo debutta in Formula 1 nel 1998 come quarto pilota della McLaren, nel frattempo milita nel Campionato del mondo GT. Nel 1999 Zonta riuscì a debuttare da pilota titolare nella massima serie con la BAR. Dopo una prima stagione difficile dovuta alla scarsa competitività del mezzo e un incidente nelle prove del Gran Premio del Brasile, che gli causa la frattura di un piede e lo costringe saltare i successivi 3 gran premi, nel 2000 ottiene i primi punti, derivanti da tre sesti posti. Sostituito da Panis alla BAR, divenne terzo pilota della Jordan, disputando due gare nel 2001 e ottenendo come miglior risultato un settimo posto in Canada. Passato il 2002 nella World Series by Renault (vinta al primo tentativo), dal 2003 al 2006 è stato pilota di riserva e collaudatore della Toyota. Nella stagione 2004, sostituisce il licenziato Cristiano da Matta (dal Gran Premio d'Ungheria al Gran Premio di Cina) e il veterano Olivier Panis (in Brasile) ottenendo un decimo posto al Gran Premio del Belgio come miglior risultato. Nel 2005 sostituisce Ralf Schumacher a Indianapolis dopo l'incidente del tedesco, ritirandosi tuttavia prima della partenza assieme alle altre vetture gommate Michelin.
Nel 2007 Zonta è stato collaudatore della Renault.

### Dopo la Formula 1
Una volta conclusa la carriera in Formula 1, dal 2007 è passato nelle Stock Cars.

## Risultati F1
| 1999 | Scuderia | Vettura |     |    |  |  |  |     |   |     |    |     |    |     |     |   |     |    |  |  |  | Punti | Pos. |
| ---- | -------- | ------- | --- | -- |  |  |  | --- | - | --- | -- | --- | -- | --- | --- | - | --- | -- |  |  |  | ----- | ---- |
| 1999 | BAR      | BAR 01  | Rit | NQ |  |  |  | Rit | 9 | Rit | 15 | Rit | 13 | Rit | Rit | 8 | Rit | 12 |  |  |  | 0     | 22º  |

| 2000 | Scuderia | Vettura |   |   |    |     |   |     |     |   |     |     |     |    |    |   |   |   |     |  |  | Punti | Pos. |
| ---- | -------- | ------- | - | - | -- | --- | - | --- | --- | - | --- | --- | --- | -- | -- | - | - | - | --- |  |  | ----- | ---- |
| 2000 | BAR      | BAR 002 | 6 | 9 | 12 | Rit | 8 | Rit | Rit | 8 | Rit | Rit | Rit | 14 | 12 | 6 | 6 | 9 | Rit |  |  | 3     | 14º  |

| 2001 | Scuderia | Vettura |  |  |  |  |  |  |  |   |  |  |  |     |  |  |  |  |  |  |  | Punti | Pos. |
| ---- | -------- | ------- |  |  |  |  |  |  |  | - |  |  |  | --- |  |  |  |  |  |  |  | ----- | ---- |
| 2001 | Jordan   | EJ11    |  |  |  |  |  |  |  | 7 |  |  |  | Rit |  |  |  |  |  |  |  | 0     | 19º  |

| 2004 | Scuderia | Vettura       |    |    |    |    |    |    |    |    |    |    |    |    |     |    |    |     |  |    |  | Punti | Pos. |
| ---- | -------- | ------------- | -- | -- | -- | -- | -- | -- | -- | -- | -- | -- | -- | -- | --- | -- | -- | --- |  | -- |  | ----- | ---- |
| 2004 | Toyota   | TF104/ TF104B | TP | TP | TP | TP | TP | TP | TP | TP | TP | TP | TP | TP | Rit | 10 | 11 | Rit |  | 13 |  | 0     | 22º  |

| 2005 | Scuderia | Vettura |    |    |    |    |    |    |    |    |    |  |    |    |    |    |    |    |    |    |    | Punti | Pos. |
| ---- | -------- | ------- | -- | -- | -- | -- | -- | -- | -- | -- | -- |  | -- | -- | -- | -- | -- | -- | -- | -- | -- | ----- | ---- |
| 2005 | Toyota   | TF105   | TP | TP | TP | TP | TP | TP | TP | TP | NP |  | TP | TP | TP | TP | TP | TP | TP | TP | TP | 0     |      |

| Legenda | 1º posto     | 2º posto | 3º posto    | A punti         | Senza punti/Non class.  | Grassetto – Pole position Corsivo – Giro più veloce |
| Legenda | Squalificato | Ritirato | Non partito | Non qualificato | Solo prove/Terzo pilota | Grassetto – Pole position Corsivo – Giro più veloce |